# Atomic Runner Chelnov
Atomic Runner Chelnov es un videojuego de arcade de carreras japonés desarrollado y publicado por Data East en 1988.

## Jugabilidad
El jugador controla los movimientos de Chelnov con el joystick de ocho direcciones y los tres botones para atacar, saltar o girar. Se pueden obtener seis tipos de armas durante el juego: láser, anillos de fuego, bumeranes, bolas de púas, látigo de bolas de púas y misiles. Al recolectar potenciadores se podrá mejorar el poder de ataque de Chelnov, su capacidad de disparo rápido, su alcance de ataque o su altura de salto.
El juego es un juego de desplazamiento lateral forzado en el que la pantalla se desplaza continuamente hacia la izquierda a una velocidad constante a menos que el jugador esté luchando contra un jefe, en cuyo caso la pantalla dejará de desplazarse. Chelnov seguirá corriendo con la pantalla incluso si el jugador suelta el joystick. Aunque el jugador pueda moverse hacia la izquierda o la derecha de la pantalla de desplazamiento ingresando la dirección correspondiente en el joystick, es imposible detenerse o moverse hacia atrás excepto cuando luche contra un jefe (Chelnov puede girar hacia atrás mientras salta). La animación de sprites del personaje principal es muy detallada y fluida para su época, comparable al nivel de Karateka y los primeros juegos de Prince of Persia. La pantalla final aparece cuando el jugador termina los siete niveles del juego.

## Trama
El jugador asume el papel de Chelnov, un minero de carbón que sobrevive milagrosamente al mal funcionamiento y la explosión de una planta de energía nuclear. El cuerpo de Chelnov obtiene habilidades sobrehumanas debido a la enorme cantidad de radiación emitida por la explosión, y una organización secreta busca aprovechar esas habilidades para sus propios fines malvados. Chelnov debe luchar y derrotar a la organización secreta usando sus nuevas habilidades.

## Desarrollo
Atomic Runner Chelnov fue polémico en el momento de su lanzamiento. El escenario, donde un minero de carbón se ve atrapado en un accidente nuclear, una hoz y un martillo visibles en la pantalla de apertura del juego y el título del juego (Chernobyl se escribe チェルノブイリ en japonés) llevaron a muchos a interpretar al juego como una parodia del desastre de Chernobyl. Data East respondió en un programa de televisión que el nombre «Chelnov» era simplemente un pariente de Karnov, el personaje principal de uno de los juegos de la compañía, y no fue influenciado en absoluto por los eventos en Chernobyl. Otros miembros del equipo de desarrollo explicaron más tarde que el juego había sido planeado con un nombre diferente, pero los eventos en Chernobyl llevaron al nombre «Chelnov», que se convirtió en el título del juego. Según esta explicación, los elementos paródicos resultaron puramente coincidencia, pero había pasado más de un año y medio desde el accidente hasta el primer lanzamiento del juego, lo que fue tiempo suficiente para que los desarrolladores revaluaran la idoneidad de la trama y el contenido del juego. La historia del juego se modificó considerablemente para eliminar las connotaciones con Chernobyl cuando el juego fue porteado a Sega Mega Drive/Genesis.
Después de que Data East dejara de existir debido a la quiebra en 2003, Paon compró los derechos de Atomic Runner Chelnov.

## Ports
El juego fue porteado por primera vez a Sega Genesis en 1992, pero muchas partes del juego fueron rehechas. La versión japonesa mantuvo el mismo nombre que su contraparte arcade, pero las versiones norteamericana y europea simplemente se titularon Atomic Runner. La trama del juego fue cambiada por completo, donde Chelnov no es un minero de carbón atrapado en una fusión nuclear, sino un ser humano normal que usa un traje de combate especial que lucha contra enemigos para rescatar a su hermana menor. Los enemigos y las imágenes de fondo del juego también fueron cambiados a aquellos que recuerdan a una civilización antigua. Esta versión fue lanzada para la Consola Virtual de Wii en Japón el 11 de septiembre de 2007.
El juego fue lanzado para X68000 en 1993. Esta versión es casi idéntica a la versión arcade original. El lanzamiento contenía un adaptador para el control de Mega Drive, comúnmente conocido en Japón como Chelnov Adapter (チェルノブアダプタ), y permitía al jugador usar el control de Mega Drive para muchos otros juegos X68000 además de Chelnov.
Se planeó y desarrolló un port para Sega Saturn, pero nunca se lanzó a los consumidores. Una versión de este apareció en el Tokyo Game Show y en varias tiendas de juegos en Akihabara alrededor de 1997, pero su lanzamiento fue cancelado por Data East por razones desconocidas. En 2012 se encontró un prototipo completamente jugable de la versión de Sega Saturn. El prototipo de Saturn es un duplicado del juego arcade de 1988, pero carece de efectos de sonido, aunque la música todavía está presente.

## Recepción
En Japón, Game Machine incluyó a Atomic Runner Chelnov en su edición del 1 de marzo de 1988 como el 13.º juego de arcade más exitoso del mes.

## Legado
Chelnov también aparece como un personaje enemigo en Trio The Punch, Tumble Pop (1991) y Fighter's History: Mizoguchi Kiki Ippatsu!! (1995), y se lo puede ver siendo transportado en un contenedor congelado en un tren de carga en Bad Dudes Vs. DragonNinja (1988). En Sly Spy (1989), se puede ver un póster que muestra a Chelnov al comienzo del escenario 4. También se lo puede ver en Windjammers 2 (2020) como miembro de la multitud en el escenario del Ring.